# 아르마탕 작전
아르마탕 작전(Opération Harmattan)은 2011년 3월 19일에 시작된, 리비아 비행금지구역을 위한 프랑스의 군사작전이다.
유엔헌장 제42조에 의거, 유엔 안보리의 군사공격 승인 결의에 의한 연합군 공습작전은 1991년 걸프 전쟁 이후 20년만이다.
최대이륙중량 17톤인 미라주 2000 4대와 최대이륙중량 24톤인 라팔 8대가 2000 km 떨어진 벵가지의 리비아군을 공습했다. 이번 연합군 군사작전 최초의 전투기 공습이었다. 미라주 2000은 최대이륙중량 19톤인 F-16 보다 약간 작으며, 최대이륙중량 36톤인 F-15K의 절반 정도 되는 전투기이며, 2000 km 거리는 서울에서 홍콩까지의 거리다. 2011년 현재 프랑스 공군은 185대의 미라주 2000(17톤), 65대의 미라주 F1(16톤), 56대의 라팔(24톤)을 보유하고 있다.
그밖에, E-3 센트리 조기경보기 1대, 샤를 드골 핵항모, 6대의 KC-135 공중급유기도 파병했다.
파병된 프랑스 해군의 군함은 모두 6척이며 총배수량은 76300톤이다:
- 샤를 드골 핵추진 항공모함 - 배수량 4만톤, 함재기 35대
- French frigate Forbin - 호라이즌급 호위함, 방공 호위함, 프랑스판 이지스함, 2005년 진수, 배수량 7000톤
- French frigate Aconit - 라파예트급 호위함, 1997년 진수, 배수량 3500톤
- French frigate Dupleix - 대잠 호위함, 1978년 진수, 배수량 3500톤
- French frigate Jean Bart - 방공 호위함, 1985년 진수, 배수량 4500톤
- 연료보급선 La Meuse - 배수량 17800톤

## 시간대별 정리
2011년 3월 19일
- 14시 - 프랑스 생 디지에 로빈슨 공군기지에서 이륙한 라팔 전투기 8대가 리비아 벵가지 상공에 진입해 정찰임무에 돌입했다. 생디지에 로빈슨 공군 기지는 벵가지에서 2235 km 떨어져 있다. 이번 작전에는, 벵가지에서 2222 km 떨어져 있는 프랑스 아보르 공군기지에서 6대의 KC-135 공중급유기와 E-3 센트리 조기경보기 1대도 참전했는데, 라팔 전투기는 중간에 공중급유를 받았으며, 조기경보기의 지휘를 받았다.
- 18시 - 라팔 전투기가 벵가지 남쪽의 리비아 육군 탱크 4대를 파괴했다.

## 같이 보기
- 리비아 비행금지구역
- 오디세이 새벽 작전
- 엘라미 작전